# Cerville
Cerville ist eine französische Gemeinde mit 541 Einwohnern (Stand: 1. Januar 2022) im Département Meurthe-et-Moselle in der Region Grand Est (bis 2015 Lothringen). Die Gemeinde gehört zum Arrondissement Nancy und zum Kanton Grand Couronné.

## Lage
Cerville liegt etwa neun Kilometer östlich von Nancy. Umgeben wird Cerville von den Nachbargemeinden Laneuvelotte im Nordwesten und Norden, Velaine-sous-Amance im Norden und Nordosten, Buissoncourt im Osten und Südosten, Lenoncourt im Süden sowie Pulnoy im Westen.

## Bevölkerungsentwicklung
| Jahr                       | 1962 | 1968 | 1975 | 1982 | 1990 | 1999 | 2006 | 2019 |
| Einwohner                  | 147  | 158  | 192  | 449  | 493  | 547  | 580  | 562  |
| Quellen: Cassini und INSEE |      |      |      |      |      |      |      |      |

## Sehenswürdigkeiten
- Kirche Saint-Laurent, nach dem Ersten Weltkrieg wieder errichtet

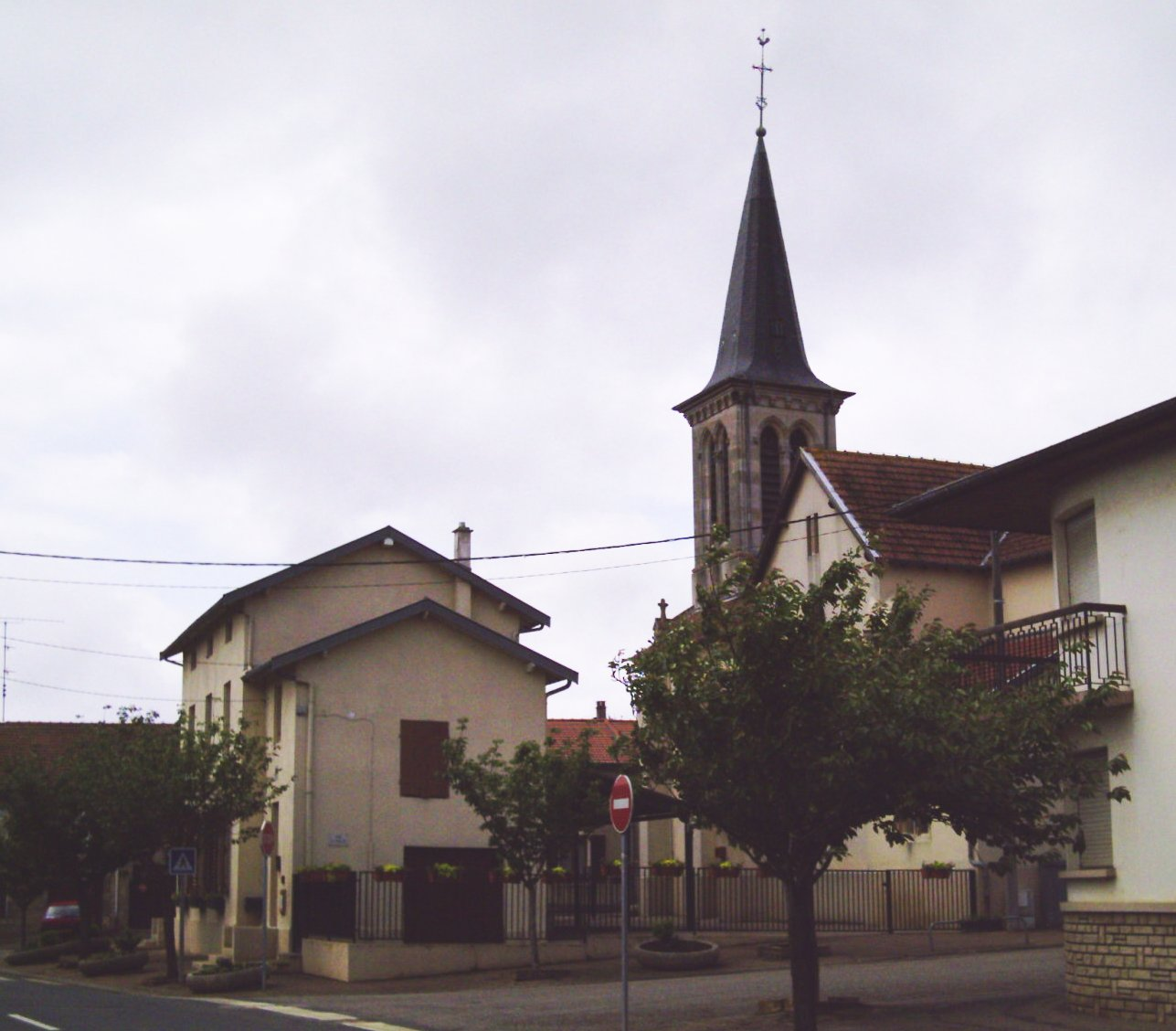
Kirche Saint-Laurent

- Kapelle Notre-Dame-de-Froideterre
- Schloss aus der Zeit um 1600
- Mehrere Merowingergräber